# Porcellio obsoletus
Porcellio obsoletus är en kräftdjursart som beskrevs av Gustav Budde-Lund 1885. Porcellio obsoletus ingår i släktet Porcellio och familjen Porcellionidae. Inga underarter finns listade i Catalogue of Life.